# 진관중학교
진관중학교(津寬中學校)는 대한민국 서울특별시 은평구 진관동에 있는 공립 중학교이다.

## 학교 연혁
- 2008년 7월 17일 : 진관중학교 설립인가(32학급)
- 2008년 9월 1일 : 공립중학교로 개교(1학년 3학급, 2학년 3학급, 3학년 3학급)
- 2008년 9월 1일 : 초대 장경선 교장 취임
- 2008년 11월 3일 : 개교식
- 2009년 2월 13일 : 제1회 졸업식(남 17명, 여 16명 총 33명)
- 2022년 9월 1일 : 박태율 교장 취임
- 2023년 1월 4일 : 제15회 졸업식 (총 졸업생수 4,416명)
- 2023년 3월 2일 : 신입생 374명 입학

## 참고 자료
- 진관중학교 - 한국교육학술정보원 학교알리미